# Línea 485B (Interurbanos Madrid)
La línea 485B de la red de autobuses interurbanos de Madrid unía el Centro Comercial Parquesur con el Cementerio de Leganés.

## Características
Esta línea unía Parquesur con el cementerio de Leganés, pasando por la Ciudad del Automóvil en 22 minutos. Todos sus servicios han sido absorbidos por la línea 485.
Estaba operada por la Empresa Martín mediante concesión administrativa del CRTM.

### Horarios de salida
| Lunes a viernes laborables (Vigente todo el año)              |
| 7:30 - 8:30 - 12:30 - 15:30 - 16:30 - 17:30                   |
| Sábados laborables, domingos y festivos (Vigente todo el año) |
| 10:30 - 11:30 - 12:30 - 13:30                                 |

| Lunes a viernes laborables (Vigente todo el año)              |
| 7:52 - 8:52 - 12:52 - 15:52 - 16:52 - 17:52                   |
| Sábados laborables, domingos y festivos (Vigente todo el año) |
| 10:52 - 11:52 - 12:52 - 13:52                                 |

## Recorrido y paradas
El trayecto empieza en Parquesur, continúa por las Avenidas Rey Juan Carlos, Fuenlabrada, y Universidad, calles Santa Teresa, Colón, Pizarro, Fuenlabrada. También utiliza parte de la Carretera M-409, y en la Ciudad del Automóvil, las calles Carlos Saínz, Bastidor, Alex Crivillé, Acedinos y Palier.

### Sentido Cementerio
| Código | Parada                                       | Común con               | Conexiones con Metro y Cercanías | Municipio | Zona |
| ------ | -------------------------------------------- | ----------------------- | -------------------------------- | --------- | ---- |
| 16090  | C.C. Parquesur - Est. El Carrascal           | 432 488 1               | El Carrascal                     | Leganés   |      |
| 9076   | Av. Rey Juan Carlos I - Est. El Carrascal    | 432 481 488             | El Carrascal                     | Leganés   |      |
| 11918  | Av. Rey Juan Carlos I - Est. El Carrascal    |                         | El Carrascal                     | Leganés   |      |
| 7983   | Av. Rey Juan Carlos I - Av. Francia          | 1                       |                                  | Leganés   |      |
| 7549   | Av. Rey Juan Carlos I - Av. Europa           | 1                       |                                  | Leganés   |      |
| 7544   | Av. Rey Juan Carlos I - Est. Julián Besteiro | 432                     | Julián Besteiro                  | Leganés   |      |
| 7923   | Av. Rey Juan Carlos I - Monegros             | 432 483 488 497 1       |                                  | Leganés   |      |
| 7902   | Av. Fuenlabrada - Batalla de Brunete         | 432 482 491 492 493 497 |                                  | Leganés   |      |
| 7900   | Av. Fuenlabrada - Trva. del Cid              | 432 482 491 492 493 497 |                                  | Leganés   |      |
| 7905   | Av. Universidad - Universidad                | 432 450 480 482         |                                  | Leganés   |      |
| 7907   | Av. Universidad - Santa Rosa                 | 432 480 486             |                                  | Leganés   |      |
| 7871   | Santa Rosa - Charco                          | 480 486                 |                                  | Leganés   |      |
| 7879   | Santa Teresa - Estación                      | 432 486                 | Leganés Central                  | Leganés   |      |
| 7875   | Pizarro - Parque San Cristóbal               | 484 486                 |                                  | Leganés   |      |
| 7867   | Av. Fuenlabrada - Juan Sebastián Elcano      | 486 491 492 493 497     |                                  | Leganés   |      |
| 7865   | Av. Orellana - Hospital Severo Ochoa         | 486                     | Hospital Severo Ochoa            | Leganés   |      |
| 7862   | Ctra. M409 - Los Frailes                     | 468 491 492 493 497     |                                  | Leganés   |      |
| 11914  | Bastidor - Ciudad del Automóvil              |                         |                                  | Leganés   |      |
| 13034  | C.º Acedinos - Cementerio                    |                         |                                  | Leganés   |      |

### Sentido Parquesur
| Código | Parada                                       | Común con           | Conexiones con Metro y Cercanías | Municipio | Zona |
| ------ | -------------------------------------------- | ------------------- | -------------------------------- | --------- | ---- |
| 13034  | C.º Acedinos - Cementerio                    |                     |                                  | Leganés   |      |
| 15364  | Bastidor - Ciudad del Automóvil              |                     |                                  | Leganés   |      |
| 11916  | Carlos Sáinz - Ciudad del Automóvil          |                     |                                  | Leganés   |      |
| 11917  | Carlos Sáinz - Palier                        |                     |                                  | Leganés   |      |
| 7863   | Ctra. M409 - Los Frailes                     | 468 491 492 493 497 |                                  | Leganés   |      |
| 7866   | Av. Orellana - Hospital Severo Ochoa         | 486                 | Hospital Severo Ochoa            | Leganés   |      |
| 7868   | Av. Fuenlabrada - Saavedro Fajardo           | 486 491 492 493 497 |                                  | Leganés   |      |
| 7874   | Pizarro - Parque San Cristóbal               | 484 486             |                                  | Leganés   |      |
| 7878   | Santa Teresa - Estación                      | 432 480 484 486     | Leganés Central                  | Leganés   |      |
| 7908   | Av. Universidad - Santa Rosa                 | 432 480 486         |                                  | Leganés   |      |
| 7904   | Av. Universidad - Policía Nacional           | 432 450 480 482     |                                  | Leganés   |      |
| 7901   | Av. Fuenlabrada - Constitución               | 482 491 492 493 497 |                                  | Leganés   |      |
| 7916   | Av. Fuenlabrada - Av. Rey Juan Carlos I      | 482 491 492 493 497 |                                  | Leganés   |      |
| 7924   | Av. Rey Juan Carlos I - La Rioja             | 432 483 488 497 1   |                                  | Leganés   |      |
| 7543   | Av. Rey Juan Carlos I - Est. Julián Besteiro | 432                 | Julián Besteiro                  | Leganés   |      |
| 7548   | Av. Rey Juan Carlos I - Av. Europa           | 1                   |                                  | Leganés   |      |
| 7984   | Av. Rey Juan Carlos I - Av. Francia          | 1                   |                                  | Leganés   |      |
| 11919  | Av. Rey Juan Carlos I - Est. El Carrascal    |                     | El Carrascal                     | Leganés   |      |
| 9077   | C.C. Parquesur - Est. El Carrascal           | 432 481 488 497 1   | El Carrascal                     | Leganés   |      |
| 16090  | C.C. Parquesur - Est. El Carrascal           | 432 488 1           | El Carrascal                     | Leganés   |      |